# Saison 3 de Desperate Housewives
Chronologie
Saison 2 Saison 4
Cet article présente le guide des épisodes de la troisième saison du feuilleton télévisé Desperate Housewives.
La saison 3 diffère de la saison précédente par ses intrigues beaucoup plus retorses et sa reconcentration sur les personnages principaux. L'actrice interprétant le personnage de Bree, Marcia Cross ayant été enceinte et alitée, elle ne pouvait se rendre sur le plateau de tournage. Elle n'apparait donc pas de l'épisode 16 à l'épisode 22 inclus.

## Distribution

### Acteurs principaux
- Teri Hatcher (VF : Claire Guyot) : Susan Mayer
- Felicity Huffman (VF : Caroline Beaune) : Lynette Scavo
- Marcia Cross (VF : Blanche Ravalec) : Bree Hodge (épisodes 1 à 15 et 23)
- Eva Longoria (VF : Odile Schmitt) : Gabrielle Solis
- Nicollette Sheridan (VF : Marie-Martine Bisson) : Edie Britt
- Ricardo Antonio Chavira (VF : Bernard Gabay) : Carlos Solis
- Andrea Bowen (VF : Karine Foviau) : Julie Mayer
- Doug Savant (VF : Emmanuel Curtil) : Tom Scavo
- Kyle MacLachlan (VF : Patrick Poivey) : Orson Hodge (épisodes 1 à 16 et 23)
- Brenda Strong (VF : Françoise Cadol) : Mary Alice Young
- James Denton (VF : Arnaud Arbessier) : Mike Delfino

### Acteurs récurrents
- Shawn Pyfrom (VF : Yoann Sover) : Andrew Van de Kamp
- Joy Lauren (VF : Manon Azem) : Danielle Van de Kamp
- Josh Henderson (VF : Axel Kiener) : Austin McCann
- Dougray Scott (VF : Guillaume Orsat) : Ian Hainsworth
- Brent Kinsman : Preston Scavo
- Shane Kinsman : Porter Scavo
- Zane Huett : Parker Scavo
- Rachel Fox (VF : Claire Bouanich) : Kayla Huntington
- Kathryn Joosten (VF : Paule Emmanuele) : Karen McCluskey

### Acteurs invités
- Richard Burgi (VF : Bernard Lanneau) : Karl Mayer
- Mark Moses (VF : Luc Bernard) : Paul Young
- Cody Kasch (VF : Alexis Tomassian) : Zach Young
- Jesse Metcalfe (VF : Emmanuel Garijo) : John Rowland
- Steven Culp (VF : Georges Caudron) : Rex Van de Kamp
- Dixie Carter (VF : Évelyn Séléna) : Gloria Hodge
- John Slattery (VF : Éric Legrand) : Victor Lang
- Kiersten Warren (VF : Natacha Muller) : Nora Huntington
- Valerie Mahaffey (VF : Élisabeth Fargeot) : Alma Hodge
- Laurie Metcalf (VF : Isabelle Ganz) : Carolyn Bigsby (4/23) †
- Matt Roth (VF : Renaud Marx) : Art Shephard
- Jason Gedrick (VF : Bruno Choël) : Rick Coletti
- Mike Farrell (VF : Michel Paulin) : Milton Lang
- Polly Bergen (VF : Arlette Thomas) : Stella Wingfield
- Pat Crawford Brown (VF : Claude Chantal) : Ida Greenberg
- Michael Durrell (VF : Jean-Claude De Goros) : Avocat Katzburg
- Jake Cherry : Travers McLain
- Gwendoline Yeo (VF : Yumi Fujimori) : Xiao-Mei
- Kathleen York : Monique Pollier
- Alec Mapa (VF : Yann Le Madic) : Vern

## Épisodes
Les titres officiels de cette saison (figurant sur le coffret DVD) sont ceux de M6.

### Épisode 1:Le malheur aime la compagnie
- Un mariage et pas d'enterrement (France - Canal+)
- L'orage passe (Canada)

- États-Unis /  Canada : 24 septembre 2006 sur ABC / CTV[1]
- Québec : 17 avril 2007 sur Radio-Canada
- France : 6 septembre 2007 sur Canal+ et 2 septembre 2008 sur M6
- Suisse : 29 mai 2008 sur TSR1

- États-Unis : 24,09 millions de téléspectateurs[2] (première diffusion)
- Canada : 2,735 millions de téléspectateurs[3] (première diffusion)

- Rachel Fox (Kayla Huntington)
- Cecily Gambrell (Jane Hainsworth)
- Kathryn Joosten (Karen McCluskey)
- Valerie Mahaffey (Alma Hodge)
- Laurie Metcalf (Carolyn Bigsby)
- Jeanne Sakata (en) (Li ’Wang)
- Dougray Scott (Ian Hainsworth)
- Kiersten Warren (Nora Huntington)
- Vernee Watson-Johnson (médecin urgentiste)
- Gwendoline Yeo (Xiao-Mei)

- Le titre choisi par Canal+ est une parodie du film Quatre mariages et un enterrement réalisé par Mike Newell, sorti en 1994 et mettant en vedette Hugh Grant et Andie MacDowell. Il a été choisi par écho au titre du pilote de la série, Quatre voisines et un enterrement, et à celui du dernier épisode de la 1re saison, Quatre voisines et un autre enterrement.
- En raison du timing à respecter, le générique fut coupé.
- Bien que crédités, Shawn Pyfrom (Andrew Van de Kamp), Joy Lauren (Danielle Van de Kamp) et Josh Henderson (Austin McCann) n'apparaissent pas dans cet épisode.

### Épisode 2:Le Couple parfait
- États-Unis /  Canada : 1er octobre 2006 sur ABC / CTV
- Québec : 24 avril 2007 sur Radio-Canada
- France : 6 septembre 2007 sur Canal+ et 2 septembre 2008 sur M6
- Suisse : 29 mai 2008 sur TSR1

- États-Unis : 21,42 millions de téléspectateurs[4] (première diffusion)
- Canada : 2,276 millions de téléspectateurs[5] (première diffusion)

- Ernie Hudson (Detective Ridley)
- Peter Jason (Jeff)
- Mary Margaret Lewis (Renee)
- Dakin Matthews (Reverend Sikes)
- Laurie Metcalf (Carolyn Bigsby)
- Dougray Scott (Ian Hainsworth)
- Kiersten Warren (Nora Huntington)
- Gwendoline Yeo (Xiao-Mei)

- Le titre choisi par Canal+ est une parodie de la pièce de théâtre Le Médecin malgré lui écrite par Molière et jouée pour la première fois en 1666.
- Bien que crédités, Shawn Pyfrom (Andrew Van de Kamp), Brent Kinsman (Porter Scavo), Shane Kinsman (Preston Scavo) et Zane Huett (Parker Scavo) n'apparaissent pas dans cet épisode.

### Épisode 3:Un fardeau à porter
- Y a du week-end dans l'air (France - Canal+)
- Un week-end évasion (Canada)

- États-Unis /  Canada : 8 octobre 2006 sur ABC / CTV
- Québec : 1er mai 2007 sur Radio-Canada
- France : 6 septembre 2007 sur Canal+ et 9 septembre 2008 sur M6

- États-Unis : 20,96 millions de téléspectateurs[6] (première diffusion)
- Canada : 2,028 millions de téléspectateurs[7] (première diffusion)

- Dougray Scott (Ian Hainsworth)
- Kiersten Warren (Nora Huntington)
- Michelle Pierce (Tammy Rowland)
- Jesse Metcalfe (John Rowland)

- Le titre choisi par Canal+ est une parodie de l'expression populaire « Y a de l'amour dans l'air ».
- Bien que crédité, Ricardo Antonio Chavira (Carlos Solis) n'apparaît pas dans cet épisode.

### Épisode 4:Un tissu de mensonges
- États-Unis /  Canada : 15 octobre 2006 sur ABC / CTV
- Québec : 8 mai 2007 sur Radio-Canada
- France : 13 septembre 2007 sur Canal+ et 9 septembre 2008 sur M6

- États-Unis : 20,64 millions de téléspectateurs[8] (première diffusion)
- Canada : 2,468 millions de téléspectateurs[9] (première diffusion)

- Dougray Scott (Ian Hainsworth)
- Anthony Azizi (Robert Faladi)
- Lisa Banes (Véra Keck)
- Terry Bozeman (Docteur Lee Craig)
- Michael Durrell (Mr. Kaztburg)
- Terry Rhoads (Howard Keck)

- Bien que crédités, Josh Henderson (Austin McCann), Brent Kinsman (Porter Scavo) et Shane Kinsman (Preston Scavo) n'apparaissent pas dans cet épisode.
- Le titre choisi par Canal+ est une parodie de la chanson J'ai la mémoire qui flanche sortie en 1963 et interprétée par Jeanne Moreau.

### Épisode 5:L'Art du sabotage
- États-Unis /  Canada : 22 octobre 2006 sur ABC / CTV
- Québec : 15 mai 2007 sur Radio-Canada
- France : 13 septembre 2007 sur Canal+ et 16 septembre 2008 sur M6

- États-Unis : 19,71 millions de téléspectateurs[10] (première diffusion)
- Canada : 2,633 millions de téléspectateurs[11] (première diffusion)

- Kathryn Joosten (Karen McCluskey)
- Kiersten Warren (Nora Huntington)
- Ernie Hudson (Détective Ridley)
- Anthony Azizi (Robert Faladi)
- Marco Sanchez (Phil Lopez)
- Mae Whitman (Sarah)
- Rachel Fox (Kayla Huntington)

- Bien que crédités, Brent Kinsman (Porter Scavo) et Shane Kinsman (Preston Scavo) n'apparaissent pas dans cet épisode.
- Le titre choisi par Canal+ est une parodie du nom de différents super-héros célèbres tels que Spider-Man, Superman ou Batman.

### Épisode 6:Absolution
- L'anglais patient (France - Canal+)
- Confessions (Canada)

- États-Unis /  Canada : 29 octobre 2006 sur ABC / CTV
- Québec : 22 mai 2007 sur Radio-Canada
- France : 20 septembre 2007 sur Canal+ et 16 septembre 2008 sur M6

- États-Unis : 21,24 millions de téléspectateurs[12] (première diffusion)
- Canada : 2,49 millions de téléspectateurs[13] (première diffusion)

- Dougray Scott (Ian Hainsworth)
- Kathryn Joosten (Karen McCluskey)
- Laurie Metcalf (Carolyn Bigsby)
- Kiersten Warren (Nora Huntington)
- Ernie Hudson (Détective Ridley)
- Brian Kerwin (Harvey Bigsby)
- Kathleen York (Monique Pollier)
- Rachel Fox (Kayla Huntington)
- Michael Bofshever (Mr. Stevens)
- Michael Durrell (Mr. Katzburg)
- David Fabrizio (Détective Collins)
- Brenda Julian (Rebecca Groves)

- Le titre choisi par Canal+ est une parodie du film Le Patient anglais réalisé par Anthony Minghella et sorti en 1996.
- Bien que crédités, Andrea Bowen (Julie Mayer), Shawn Pyfrom (Andrew Van de Kamp), Joy Lauren (Danielle Van de Kamp) et Josh Henderson (Austin McCann) n'apparaissent pas dans cet épisode.

### Épisode 7:Un jour comme les autres
- États-Unis /  Canada : 5 novembre 2006 sur ABC / CTV
- Québec : 29 mai 2007 sur Radio-Canada
- France : 20 septembre 2007 sur Canal+ et 23 septembre 2008 sur M6

- États-Unis : 22,65 millions de téléspectateurs[14] (première diffusion)
- Canada : 2,608 millions de téléspectateurs[15] (première diffusion)

- Dougray Scott (Ian Hainsworth)
- Kathryn Joosten (Karen McCluskey)
- Laurie Metcalf (Carolyn Bigsby)
- Kiersten Warren (Nora Huntington)
- Brian Kerwin (Harvey Bigsby)
- Matt Roth (Art Shephard)
- Rachel Fox (Kayla Huntington)
- Michael Bofshever (Mr. Stevens)
- Michael Durrell (Mr. Katzburg)

- Mort de deux personnages récurrents de ce début de saison. Cet épisode est spécial puisqu'il rompt la trame de la série. D'ailleurs on retrouve ce type d'épisode dans les saisons suivantes.
- Le titre choisi par Canal+ est une parodie du film La Mort aux trousses réalisé par Alfred Hitchcock et sorti en 1959, mettant en vedette Cary Grant et Eva Marie Saint.
- Bien que crédité, James Denton (Mike Delfino) n'apparaît pas dans cet épisode.
- Mary Alice Young apparait dans cet épisode.
- c’est le seul épisode de la série où le générique n’y apparaît pas

### Épisode 8:Les Conséquences de leurs actes
- États-Unis /  Canada : 12 novembre 2006 sur ABC / CTV
- Québec : 5 juin 2007 sur Radio-Canada
- France : 27 septembre 2007 sur Canal+ et 23 septembre 2008 sur M6

- États-Unis : 22,27 millions de téléspectateurs[16] (première diffusion)
- Canada : 2,375 millions de téléspectateurs[17] (première diffusion)

- Dougray Scott (Ian Hainsworth)
- Richard Burgi (Karl Mayer)
- Kathryn Joosten (Karen McCluskey)
- Ernie Hudson (Detective Ridley)
- Matt Roth (Art Shephard)
- Debra Monk (Marcella)
- David Fabrizio (Detective Collins)
- Ian Paul Cassidy (Durkin)
- Allison Miller (Tanya)
- Dixie Carter (Gloria Hodge)

- Le titre original signifie Les enfants et Art (Art étant une abréviation d’Arthur Shepard, le nouveau voisin).
- Le titre choisi par Canal+ est une parodie du film Austin Powers réalisé par Jay Roach et sorti en 1997, mettant en vedette Mike Myers et Elizabeth Hurley.
- Bien que crédité, Ricardo Antonio Chavira (Carlos Solis) n'apparaît pas dans cet épisode.
- Quand elle parle à Art, Lynette appelle Parker son "fils aîné" alors qu'il est né après les jumeaux.

### Épisode 9:Des hommes dangereux
- États-Unis /  Canada : 19 novembre 2006 sur ABC / CTV
- Québec : 12 juin 2007 sur Radio-Canada
- France : 27 septembre 2007 sur Canal+ et 30 septembre 2008 sur M6

- États-Unis : 21,63 millions de téléspectateurs[18] (première diffusion)
- Canada : 2,272 millions de téléspectateurs[19] (première diffusion)

- Dougray Scott (Ian Hainsworth)
- Kathryn Joosten (Karen McCluskey)
- Ernie Hudson (Detective Ridley)
- Matt Roth (Art Shephard)
- Ian Abercrombie (Rupert Cavanaugh)
- Jennifer Dundas (Rebecca Shephard)
- Alec Mapa (Vern)
- Dixie Carter (Gloria Hodge)

- Le titre choisi par Canal+ est une parodie du film Peter et Elliott le dragon réalisé par Don Chaffey et sorti en 1977.
- Bien que crédités, Andrea Bowen (Julie Mayer) et Josh Henderson (Austin McCann) n'apparaissent pas dans cet épisode.

### Épisode 10:Le Temps des miracles
- États-Unis /  Canada : 26 novembre 2006 sur ABC / CTV
- Québec : 19 juin 2007 sur Radio-Canada
- France : 4 octobre 2007 sur Canal+ et 30 septembre 2008 sur M6

- États-Unis : 21,43 millions de téléspectateurs[20] (première diffusion)
- Canada : 2,346 millions de téléspectateurs[21] (première diffusion)

- Dougray Scott (Ian Hainsworth)
- Kathryn Joosten (Karen McCluskey)
- Matt Roth (Art Shephard)
- Jennifer Dundas (Rebecca Shephard)
- Valerie Mahaffey (Alma Hodge)
- Alec Mapa (Vern)
- Mark Deklin (Bill Pearce)
- Alison LaPlaca (Rita Patterson)
- Dixie Carter (Gloria Hodge)

- Le titre choisi par Canal+ est une parodie du film Quand Harry rencontre Sally réalisé par Rob Reiner et sorti en 1989, mettant en vedette Billy Crystal et Meg Ryan.
- En raison du timing à respecter, le générique fut coupé.
- Bien que créditée, Joy Lauren (Danielle Van de Kamp) n'apparaît pas dans cet épisode.

### Épisode 11:L'Ombre d’un doute
- États-Unis /  Canada : 7 janvier 2007 sur ABC / CTV
- Québec : 26 juin 2007 sur Radio-Canada
- France : 4 octobre 2007 sur Canal+ et 7 octobre 2008 sur M6

- États-Unis : 18,71 millions de téléspectateurs[22] (première diffusion)
- Canada : 1,984 million de téléspectateurs[23] (première diffusion)

- Dougray Scott (Ian Hainsworth)
- Mark Moses (Paul Young)
- Valerie Mahaffey (Alma Hodge)
- Ernie Hudson (Inspecteur Ridley)
- Rachel Fox (Kayla Huntington)
- Mark Deklin (Bill Pearce)
- Myra Turley (Peggy)
- Dixie Carter (Gloria Hodge)

- Le titre choisi par Canal+ est une parodie du film La blonde contre-attaque réalisé par Charles Herman-Wurmfeld et sorti en 2003.

### Épisode 12:Un sentiment de sécurité
- Trop vieille pour toi (France - Canal+)
- Se sentir en sécurité (Canada)

- États-Unis /  Canada : 14 janvier 2007 sur ABC / CTV
- Québec : 3 juillet 2007 sur Radio-Canada
- France : 11 octobre 2007 sur Canal+ et 7 octobre 2008 sur M6

- États-Unis : 16,76 millions de téléspectateurs[24] (première diffusion)
- Canada : 2,066 millions de téléspectateurs[25] (première diffusion)

- Mark Moses (Paul Young)
- Cody Kasch (Zach Young)
- Kathryn Joosten (Karen McCluskey)
- Valerie Mahaffey (Alma Hodge)
- PJ Byrne (Nick)
- Richard Herd (Harry Gaunt)

- Le titre choisi par Canal+ est une parodie du film Trop belle pour toi réalisé par Bertrand Blier et sorti en 1989.
- En raison du timing à respecter, le générique fut coupé.
- Bien que crédités, Brent Kinsman (Porter Scavo), Shane Kinsman (Preston Scavo) et Zane Huett (Parker Scavo) n'apparaissent pas dans cet épisode.

### Épisode 13:En une fraction de seconde
- Telle mère, telle belle-fille (France - Canal+)
- La vie peut changer (Canada)

- États-Unis : 21 janvier 2007 sur ABC
- Québec : 10 juillet 2007 sur Radio-Canada
- France : 11 octobre 2007 sur Canal+ et 14 octobre 2008 sur M6

- États-Unis : 17,14 millions de téléspectateurs[26] (première diffusion)

- Dougray Scott (Ian Hainsworth)
- Mark Moses (Paul Young)
- Cody Kasch (Zach Young)
- Kathryn Joosten (Karen McCluskey)
- Currie Graham (Ed Ferrara)
- Valerie Mahaffey (Alma Hodge)
- Rachel Fox (Kayla Huntington)
- Alec Mapa (Vern)
- Amy Aquino (Erika Gold)
- Terry Bozeman (Docteur Lee Craig)
- Dixie Carter (Gloria Hodge)

- Le titre choisi par Canal+ est une parodie du proverbe « Tel père, tel fils ».
- Bien que crédités, Andrea Bowen (Julie Mayer), Joy Lauren (Danielle Van de Kamp), Josh Henderson (Austin McCann), Brent Kinsman (Porter Scavo) et Shane Kinsman (Preston Scavo) n'apparaissent pas dans cet épisode.

### Épisode 14:Un détail essentiel
- Souviens toi ... l'an dernier (France - Canal+)
- Ressaisir le passé (Canada)

- États-Unis : 11 février 2007 sur ABC
- Québec : 17 juillet 2007 sur Radio-Canada
- France : 18 octobre 2007 sur Canal+ et 14 octobre 2008 sur M6

- États-Unis : 18,10 millions de téléspectateurs[27] (première diffusion)

- Dougray Scott (Ian Hainsworth)
- Cody Kasch (Zach Young)
- Valerie Mahaffey (Alma Hodge)
- Kathleen York (Monique Pollier)
- Brennan Elliott (Luke Purdue)
- Miriam Flynn (Docteur Maggie Berman)
- Suzanne Cryer (Lynn Dean)
- Peter Jason (Jeff)
- Mary Margaret Lewis (Renée)
- Dixie Carter (Gloria Hodge)

- Le titre choisi par Canal+ est une parodie du film Souviens-toi... l'été dernier réalisé par Jim Gillespie et sorti en 1997, mettant en vedette Jennifer Love Hewitt, Sarah Michelle Gellar, Ryan Phillippe et Freddie Prinze Jr..
- Bien que crédités, Ricardo Antonio Chavira (Carlos Solis), Zane Huett (Parker Scavo) et  Shane Kinsman (Porter Scavo) n'apparaissent pas dans cet épisode.

### Épisode 15:Une vie sans secret
- Suicides, mode d'emploi (France - Canal+)
- Un hôte indésirable (Canada)

- États-Unis /  Canada : 18 février 2007 sur ABC / CTV
- Québec : 24 juillet 2007 sur Radio-Canada
- France : 18 octobre 2007 sur Canal+ et 21 octobre 2008 sur M6

- États-Unis : 18,51 millions de téléspectateurs[28] (première diffusion)
- Canada : 2,037 millions de téléspectateurs[29] (première diffusion)

- Dougray Scott (Ian Hainsworth)
- Cody Kasch (Zach Young)
- Valerie Mahaffey (Alma Hodge)
- Kathleen York (Monique Pollier)
- Ernie Hudson (Détective Ridley)
- Richard Penn (Docteur Gainsburg)
- Dixie Carter (Gloria Hodge)

- Le titre choisi par Canal+ est une parodie du livre controversé Suicide, mode d'emploi écrit par Claude Guillon et Yves le Bonniec et publié en 1982.
- Bien que crédités, Brent Kinsman (Porter Scavo), Shane Kinsman (Preston Scavo) et Zane Huett (Parker Scavo) n’apparaissent pas dans cet épisode.
- Cet épisode ressemble par de nombreux points à un season finale: le fil rouge de la saison est expliqué via des flashbacks (ici, le meurtre de Monique), et les personnages qui y sont impliqués ont des storylines très mouvementées (Bree, Orson, Alma, Gloria). Enfin, l'épisode comme de nombreux season finale a un dénouement résolvant la plupart des histoires amorcées (ici, l'abandon des charges contre Mike, l'attaque de Gloria, et le bonheur de Bree et Orson). Cette précipitation est due à la grossesse de Marcia Cross.

### Épisode 16:Le Grand Jeu
- Attention ! Un mari peut en cacher un autre... (France - Canal+)
- Oh, bon sang (Canada)

- États-Unis /  Canada : 4 mars 2007 sur ABC / CTV
- Québec : 31 juillet 2007 sur Radio-Canada
- France : 25 octobre 2007 sur Canal+ et 21 octobre 2008 sur M6

- États-Unis : 18,31 millions de téléspectateurs[30] (première diffusion)
- Canada : 2,055 millions de téléspectateurs[31] (première diffusion)

- Dougray Scott (Ian Hainsworth)
- Kathryn Joosten (Karen McCluskey)
- Rachel Fox (Kayla Huntington)
- Crystal Allen (Kelly)
- Jake Cherry (Travers McLain)
- John Slattery (Victor Lang)
- Steven Culp (Rex Van de Kamp)

- Le titre choisi par Canal+ est une parodie du film Attention ! Une femme peut en cacher une autre réalisé par Georges Lautner et sorti en 1983.
- Bien que crédités, Marcia Cross (Bree Hodge), Brent Kinsman (Porter Scavo), Shane Kinsman (Preston Scavo) et Zane Huett (Parker Scavo) n'apparaissent pas dans cet épisode, Bree étant incarnée par une autre personne.

### Épisode 17:L'Objet du désir
- La planète des fringues (France - Canal+)
- S'habiller large (Canada)

- États-Unis /  Canada : 8 avril 2007 sur ABC / CTV
- Québec : 7 août 2007 sur Radio-Canada
- France : 25 octobre 2007 sur Canal+ et 28 octobre 2008 sur M6

- États-Unis : 15,93 millions de téléspectateurs[32] (première diffusion)
- Canada : 1,586 million de téléspectateurs[33] (première diffusion)

- Le titre choisi par Canal+ est une parodie du livre La Planète des singes écrit par Pierre Boulle, publié en 1963 et adapté une première fois au cinéma par Franklin J. Schaffner en 1968, puis une seconde fois par Tim Burton en 2001.
- Bien que crédités, Marcia Cross et Kyle MacLachlan n’apparaissent pas dans cet épisode.

### Épisode 18:Un feu si ardent
- Madame est desservie (France - Canal+)
- Liaisons (Canada)

- États-Unis : 15 avril 2007 sur ABC
- Québec : 14 août 2007 sur Radio-Canada
- France : 1er novembre 2007 sur Canal+ et 28 octobre 2008 sur M6

- États-Unis : 16,35 millions de téléspectateurs[34] (première diffusion)

- Le titre choisi par Canal+ est une parodie de la série télévisée Madame est servie créée par Martin Cohan et Blake Hunter, diffusée sur ABC de 1984 à 1992 et mettant en vedette Tony Danza, Alyssa Milano et Judith Light.
- Bien que créditée, Marcia Cross n’apparaît pas dans cet épisode.

### Épisode 19:Seul dans le noir
- Congelator (France - Canal+)
- Panne de courant (Canada)

- États-Unis : 22 avril 2007 sur ABC
- Québec : 21 août 2007 sur Radio-Canada
- France : 1er novembre 2007 sur Canal+ et 4 novembre 2008 sur M6

- États-Unis : 15,91 millions de téléspectateurs[35] (première diffusion)

- Le titre choisi par Canal+ est une parodie du film Terminator réalisé par James Cameron et sorti en 1984, mettant en vedette Arnold Schwarzenegger.
- Bien que créditée, Marcia Cross n’apparaît pas dans cet épisode.

### Épisode 20:Commérages
- États-Unis : 29 avril 2007 sur ABC
- Québec : 28 août 2007 en VF sur Radio-Canada
- France : 8 novembre 2007 sur Canal+ et 4 novembre 2008 sur M6

- États-Unis : 17,17 millions de téléspectateurs[36] (première diffusion)

- Le titre choisi par Canal+ est une parodie de la série télévisée Ma sorcière bien-aimée créée par Sol Saks et diffusée sur ABC de 1964 à 1972, mettant en vedette Elizabeth Montgomery.
- Bien que créditée, Marcia Cross n’apparaît pas dans cet épisode.

### Épisode 21:Poursuivre notre route
- Amour, gloire et PV (France - Canal+)
- Un monde dangereux (Canada)

- États-Unis : 6 mai 2007 sur ABC
- Québec : 4 septembre 2007 sur Radio-Canada
- France : 8 novembre 2007 sur Canal+ et 11 novembre 2008 sur M6

- États-Unis : 17,16 millions de téléspectateurs[37] (première diffusion)

- Le titre choisi par Canal+ est une parodie du soap opera Amour, Gloire et Beauté créé par William Joseph Bell et Lee Phillip Bell, diffusé sur CBS depuis 1987.
- Bien que créditée, Marcia Cross n’apparaît pas dans cet épisode.

### Épisode 22:Mille et une questions
- États-Unis : 13 mai 2007 sur ABC
- Québec : 11 septembre 2007 sur Radio-Canada
- France : 15 novembre 2007 sur Canal+ et 18 novembre 2008 sur M6

- États-Unis : 16,13 millions de téléspectateurs[38] (première diffusion)

- Le titre choisi par Canal+ est une parodie de la série télévisée Un gars, une fille créée par Guy A. Lepage et diffusée sur Radio-Canada de 1997 à 2003, plus tard adaptée en France avec Jean Dujardin et Alexandra Lamy dans les rôles-titres.
- Bien que créditée, Marcia Cross n’apparaît pas dans cet épisode.

### Épisode 23:Rien n'est plus important au monde
- Quand la mère se montre (France - Canal+)
- La famille (Canada)

- États-Unis /  Canada : 20 mai 2007 sur ABC / CTV
- Québec : 11 septembre 2007 sur Radio-Canada
- France : 15 novembre 2007 sur Canal+ et 18 novembre 2008 sur M6

- États-Unis : 18,82 millions de téléspectateurs[39] (première diffusion)
- Canada : 1,754 million de téléspectateurs[40] (première diffusion)

- Le titre choisi par Canal+ est une parodie du film Quand la mer monte… réalisé par Yolande Moreau et Gilles Porte, sorti en 2004.

## Épisodes spéciaux

### Time to Come Clean
- États-Unis : 3 septembre 2006 sur ABC

- Cet épisode ne comporte pas de narrateur, c'est Marc Cherry et son équipe ainsi que des journalistes du magazine People qui commentent les images.
- L'épisode a été rendu disponible sur l'iTunes Store entre le 14 septembre 2006 et 4 octobre 2006 dans le cadre d'une opération intitulée Million Hit Lowdown organisée par ABC. Cette opération incluait également les séries Lost : Les Disparus et Grey's Anatomy[41].

### The Juiciest Bites
- États-Unis : 1er avril 2007 sur ABC

- États-Unis : 9,8 millions de téléspectateurs[42]